# Comuni d'Italia (N)
Questa pagina contiene l'elenco dei comuni italiani il cui nome inizia con la lettera N.
Per ogni comune vengono indicate la provincia e la regione di appartenenza.
| Comune                  | Provincia             | Regione               |
| ----------------------- | --------------------- | --------------------- |
| Nago-Torbole            | Trento                | Trentino-Alto Adige   |
| Nalles                  | Bolzano               | Trentino-Alto Adige   |
| Nanto                   | Vicenza               | Veneto                |
| Napoli                  | Napoli                | Campania              |
| Narbolia                | Oristano              | Sardegna              |
| Narcao                  | Sud Sardegna          | Sardegna              |
| Nardò                   | Lecce                 | Puglia                |
| Nardodipace             | Vibo Valentia         | Calabria              |
| Narni                   | Terni                 | Umbria                |
| Naro                    | Agrigento             | Sicilia               |
| Narzole                 | Cuneo                 | Piemonte              |
| Nasino                  | Savona                | Liguria               |
| Naso                    | Messina               | Sicilia               |
| Naturno                 | Bolzano               | Trentino-Alto Adige   |
| Nave                    | Brescia               | Lombardia             |
| Navelli                 | L'Aquila              | Abruzzo               |
| Naz-Sciaves             | Bolzano               | Trentino-Alto Adige   |
| Nazzano                 | Roma                  | Lazio                 |
| Ne                      | Genova                | Liguria               |
| Nebbiuno                | Novara                | Piemonte              |
| Negrar di Valpolicella  | Verona                | Veneto                |
| Neirone                 | Genova                | Liguria               |
| Neive                   | Cuneo                 | Piemonte              |
| Nembro                  | Bergamo               | Lombardia             |
| Nemi                    | Roma                  | Lazio                 |
| Nemoli                  | Potenza               | Basilicata            |
| Neoneli                 | Oristano              | Sardegna              |
| Nepi                    | Viterbo               | Lazio                 |
| Nereto                  | Teramo                | Abruzzo               |
| Nerola                  | Roma                  | Lazio                 |
| Nervesa della Battaglia | Treviso               | Veneto                |
| Nerviano                | Milano                | Lombardia             |
| Nespolo                 | Rieti                 | Lazio                 |
| Nesso                   | Como                  | Lombardia             |
| Netro                   | Biella                | Piemonte              |
| Nettuno                 | Roma                  | Lazio                 |
| Neviano                 | Lecce                 | Puglia                |
| Neviano degli Arduini   | Parma                 | Emilia-Romagna        |
| Neviglie                | Cuneo                 | Piemonte              |
| Niardo                  | Brescia               | Lombardia             |
| Nibbiola                | Novara                | Piemonte              |
| Nibionno                | Lecco                 | Lombardia             |
| Nichelino               | Torino                | Piemonte              |
| Nicolosi                | Catania               | Sicilia               |
| Nicorvo                 | Pavia                 | Lombardia             |
| Nicosia                 | Enna                  | Sicilia               |
| Nicotera                | Vibo Valentia         | Calabria              |
| Niella Belbo            | Cuneo                 | Piemonte              |
| Niella Tanaro           | Cuneo                 | Piemonte              |
| Nimis                   | Udine                 | Friuli-Venezia Giulia |
| Niscemi                 | Caltanissetta         | Sicilia               |
| Nissoria                | Enna                  | Sicilia               |
| Nizza di Sicilia        | Messina               | Sicilia               |
| Nizza Monferrato        | Asti                  | Piemonte              |
| Noale                   | Venezia               | Veneto                |
| Noasca                  | Torino                | Piemonte              |
| Nocara                  | Cosenza               | Calabria              |
| Nocciano                | Pescara               | Abruzzo               |
| Nocera Inferiore        | Salerno               | Campania              |
| Nocera Superiore        | Salerno               | Campania              |
| Nocera Terinese         | Catanzaro             | Calabria              |
| Nocera Umbra            | Perugia               | Umbria                |
| Noceto                  | Parma                 | Emilia-Romagna        |
| Noci                    | Bari                  | Puglia                |
| Nociglia                | Lecce                 | Puglia                |
| Noepoli                 | Potenza               | Basilicata            |
| Nogara                  | Verona                | Veneto                |
| Nogaredo                | Trento                | Trentino-Alto Adige   |
| Nogarole Rocca          | Verona                | Veneto                |
| Nogarole Vicentino      | Vicenza               | Veneto                |
| Noicattaro              | Bari                  | Puglia                |
| Nola                    | Napoli                | Campania              |
| Nole                    | Torino                | Piemonte              |
| Noli                    | Savona                | Liguria               |
| Nomaglio                | Torino                | Piemonte              |
| Nomi                    | Trento                | Trentino-Alto Adige   |
| Nonantola               | Modena                | Emilia-Romagna        |
| None                    | Torino                | Piemonte              |
| Nonio                   | Verbano-Cusio-Ossola  | Piemonte              |
| Noragugume              | Nuoro                 | Sardegna              |
| Norbello                | Oristano              | Sardegna              |
| Norcia                  | Perugia               | Umbria                |
| Norma                   | Latina                | Lazio                 |
| Nosate                  | Milano                | Lombardia             |
| Notaresco               | Teramo                | Abruzzo               |
| Noto                    | Siracusa              | Sicilia               |
| Nova Levante            | Bolzano               | Trentino-Alto Adige   |
| Nova Milanese           | Monza e della Brianza | Lombardia             |
| Nova Ponente            | Bolzano               | Trentino-Alto Adige   |
| Nova Siri               | Matera                | Basilicata            |
| Novafeltria             | Rimini                | Emilia-Romagna        |
| Novaledo                | Trento                | Trentino-Alto Adige   |
| Novalesa                | Torino                | Piemonte              |
| Novara                  | Novara                | Piemonte              |
| Novara di Sicilia       | Messina               | Sicilia               |
| Novate Mezzola          | Sondrio               | Lombardia             |
| Novate Milanese         | Milano                | Lombardia             |
| Nove                    | Vicenza               | Veneto                |
| Novedrate               | Como                  | Lombardia             |
| Novella                 | Trento                | Trentino-Alto Adige   |
| Novellara               | Reggio Emilia         | Emilia-Romagna        |
| Novello                 | Cuneo                 | Piemonte              |
| Noventa di Piave        | Venezia               | Veneto                |
| Noventa Padovana        | Padova                | Veneto                |
| Noventa Vicentina       | Vicenza               | Veneto                |
| Novi di Modena          | Modena                | Emilia-Romagna        |
| Novi Ligure             | Alessandria           | Piemonte              |
| Novi Velia              | Salerno               | Campania              |
| Noviglio                | Milano                | Lombardia             |
| Novoli                  | Lecce                 | Puglia                |
| Nucetto                 | Cuneo                 | Piemonte              |
| Nughedu San Nicolò      | Sassari               | Sardegna              |
| Nughedu Santa Vittoria  | Oristano              | Sardegna              |
| Nule                    | Sassari               | Sardegna              |
| Nulvi                   | Sassari               | Sardegna              |
| Numana                  | Ancona                | Marche                |
| Nuoro                   | Nuoro                 | Sardegna              |
| Nurachi                 | Oristano              | Sardegna              |
| Nuragus                 | Sud Sardegna          | Sardegna              |
| Nurallao                | Sud Sardegna          | Sardegna              |
| Nuraminis               | Sud Sardegna          | Sardegna              |
| Nureci                  | Oristano              | Sardegna              |
| Nurri                   | Sud Sardegna          | Sardegna              |
| Nus                     | Aosta                 | Valle d'Aosta         |
| Nusco                   | Avellino              | Campania              |
| Nuvolento               | Brescia               | Lombardia             |
| Nuvolera                | Brescia               | Lombardia             |
| Nuxis                   | Sud Sardegna          | Sardegna              |